# Бравін Михайло Іванович
Михайло Іванович Бравін (1761—1833) — державний діяч Російської імперії.

## Біографія
Народився 1761 року.
1772 року був визначений в лейб-гвардії Преображенський полк капралом, в 1775 році переведений до Семенівського полку, а 1 січня 1782 рю випущений в армію, в Семенівський драгунський полк капітаном. В 1783 році брав участь у поході на Крим, а 31 січня 1784 року звільнений, на прохання, від служби з чином секунд-майора . 17 квітня 1784 року знову визначився на службу в Нарвському піхотному полку, тому в 1785 року перебував у поході на Кубань, того ж року визначений до провіантського штату, обер-провиантмейстером, а 6 квітня 1787 року знову звільнений з військової служби, на прохання для заняття цивільними справами.
1787 року призначений до нижньогородського намісницького правління радником. У 1794 році переведений до нижньогородську казенну палату економії директором, в 1796 році призначений головою 2-го департаменту нижньогородської цивільної палати. 24 жовтня 1800 року одержав чин статського радника, а 22 грудня 1802 року нагороджений орденом Святого Володимира 4-го ступеня. 14 квітня 1808 року наказано було йому бути головуючим у комісії, заснованій у Криму, для розбору суперечок по землях, а 25 серпня 1808 року він, згідно з власним клопотанням, звільнений з посади з зарахуванням до герольдії.
17 вересня 1810 року Михайло Бравін призначений полтавським цивільним губернатором, 11 травня 1811 року переведений в дійсні статські радники, 23 листопада 1811 року нагороджений орденом Святого Володимира 3-го ступеня. 22 жовтня 1812 року переведений цивільним губернатором до Воронежа і 1 лютого 1816 року нагороджений орденом Святої Анни 1-го ступеня. 18 травня 1817 року Бравін, за доносом генерал-майора Василя Русанова про різні незаконні його дії та зловживання, був віддалений з посади воронезького губернатора і підданий суду. Проте рішенням Урядового сенату і найвище затвердженим 6 травня 1819 року рішенням Державної ради, до жодних зловживань дотичним не визнаний, за безневинне перебування його під судом наказано задовольнити його платнею за весь час перебування під судом.
25 листопада 1826 року він призначений цивільним губернатором в Ярославль. Найвищим указом 28 січня 1830 року Михайло Бравін одержав чин таємного радника, з призначенням до присутності в Урядовому сенаті (в 7 департаменті).
Помер 28 лютого 1833 року, перебуваючи на службі.